# Giovanni Francesco Maratti
Prof. abate Giovanni Francesco Maratti ( 1723 - 1777 ) fue un botánico, micólogo, algólogo, y religioso, italiano . Fue experto en la flora del Lacio, de modo que en 1748 fue nombrado profesor de botánica y de la dirección práctica del Jardín Botánico de Roma, donde permaneció durante treinta años.

## Algunas publicaciones

### Libros
- 1760. Descriptio de vera florum existentia vegetatione et forma in plantis dorsiferis, sivè epiphyllorspermis, vulgò capillaribus. Ed. Apud fratres Salvioni. 21 pp.
- 1772.  Plantarum Romuleae Et Saturniae: In Agro Romano Existentium. 28 pp. ISBN 1-104-89122-0 leer
- 1776. De plantis zoophytis et lithophytis in Mari Mediterraneo viventibus. 62 pp.
- johann peter Huperz, giovanni francesco Maratti. 1798. Specimen inaugurale medico-botanicum de Filicum propagatione: Cui annexa est A.J.F. Marattii Descriptio de vera Florum existentia in Plantis Dorsiferis : (Botanophili Romani ... epistola [datada en Roma, 1768] qua ... J.F. Marattium ... ab Adansonii ... censuris vindicat). 49 pp.
- -----, d.j.p. Huperz. 1798. De vera florum existentia in plantis dorsiferis. 50 pp.
- 1822.  Flora romana d. Joannis Francisci Maratti abbatis Vallumbrosani opus postumum nunc primum in lucem editum. Ed. Typis Joseph Salviucci. Vol. 1: 415 pp; vol. 2: 543 pp. leer

## Honores

### Epónimos
- Familia de helechos Marattiaceae, y el género Marattia Sw.[2]

- La abreviatura «Maratti» se emplea para indicar a Giovanni Francesco Maratti como autoridad en la descripción y clasificación científica de los vegetales.[3]